# Комарна Вас
Комарна Вас (словен. Komarna vas) — поселення в общині Семич, регіон Південно-Східна Словенія, Словенія.